# Enzo Cerusico
Enzo Cerusico, né à Rome le 22 octobre 1937 et mort dans cette même ville le 26 novembre 1991 est un acteur italien actif dans les années 1970 et 1980.

## Biographie
Enzo Cerusico naît dans une famille d'artistes. Son père Fernando est directeur de production dans l'industrie cinématographique. Il commence à onze ans seulement, dans un tout petit rôle aux côtés de Vittorio De Sica dans le film Cuore (1948) réalisé par Duilio Coletti.
Il continue avec des rôles d'enfant, puis des seconds rôles et étudie le métier d'acteur auprès d'Alessandro Fersen (it). En 1959, il fait partie du groupe de paparazzi dans La dolce vita de Federico Fellini. Il commence alors à travailler dans le théâtre, et à partir de 1965, à la télévision.
Grâce au succès de la comédie musicale Meo Patacca (it), jouée en 1967 au Teatro Sistina de Rome, il est remarqué par la chaîne américaine NBC qui lui offre un contrat. Il déménage alors en Californie. Il joue le personnage de Tony Novello dans The Danny Thomas Hour (en).
De retour en Italie, il joue par exemple pour Mario Caiano et Dario Argento. En 1973, il sort son premier 45 tours. Il participe aussi à diverses émissions de radio.
À partir des années 1980, sa santé commence à décliner. Il meurt d'une tumeur à la moelle épinière à l'âge de 54 ans.

## Discographie partielle

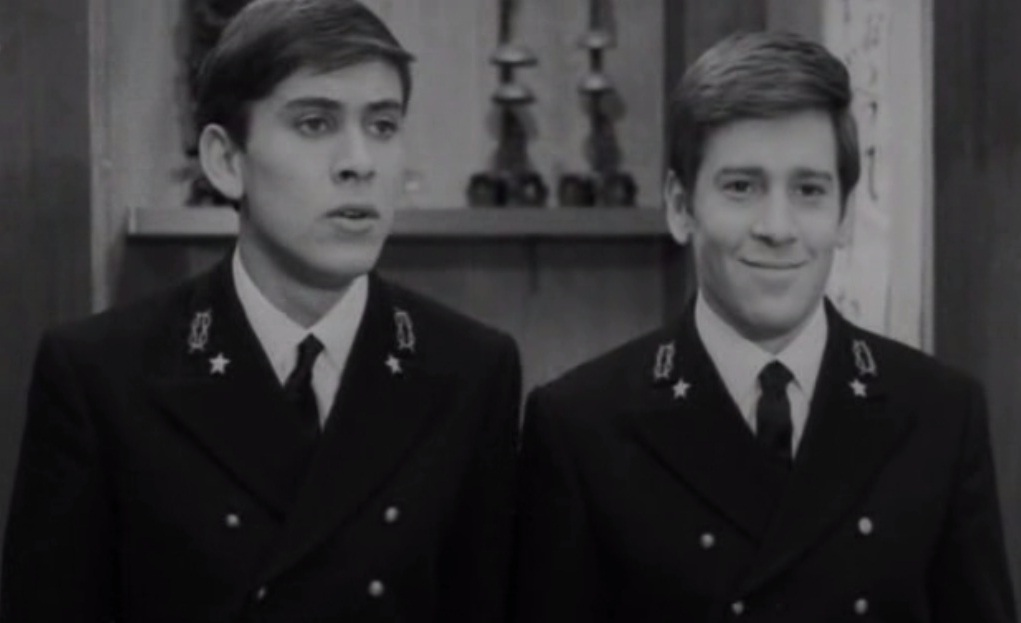
Gianni Morandi et Enzo Cerusico et dans Mi vedrai tornare de Ettore Maria Fizzarotti en 1966.

### 45 tours
- 1973 Er meno / Finimo qui (RCA Italiana, PM 3706)

## Filmographie (cinéma)
- 1948 : Les Belles Années (Cuore) de Duilio Coletti
- 1951 : La Cité des stupéfiants (Lebbra bianca) d'Enzo Trapani
- 1952 : La Fille du diable (La figlia del diavolo) de Primo Zeglio
- 1952 : Heureuse Époque (Altri tempi - Zibaldone n. 1) d'Alessandro Blasetti
- 1952 : Gli angeli del quartiere de Carlo Borghesio
- 1953 : Il n'est jamais trop tard (Non è mai troppo tardi) de Filippo Walter Ratti
- 1954 : Viva il cinema d'Enzo Trapani
- 1957 : Guendalina d'Alberto Lattuada
- 1959 : L'Homme aux cent visages (Il mattatore) de Dino Risi
- 1960 : Le Bossu de Rome (Il gobbo) de Carlo Lizzani
- 1960 : La dolce vita de Federico Fellini
- 1960 : La Reine des Amazones (La regina delle Amazzoni) de Vittorio Sala
- 1961 : Les Joyeux Fantômes (Fantasmi a Roma) d'Antonio Pietrangeli
- 1961 : Pugni, pupe e marinai de Daniele D'Anza
- 1961 : Le Commando traqué (Tiro al piccione) de Giuliano Montaldo
- 1961 : Romulus et Rémus (Romolo e Remo) de Sergio Corbucci
- 1962 : Cartouche de Philippe de Broca
- 1962 : Giorno di paga de Guidarino Guidi
- 1962 : Duello nella Sila d'Umberto Lenzi
- 1963 : Hercule, Samson et Ulysse (Ercole sfida Sansone) de Pietro Francisci
- 1963 : La Vie provisoire (La vita provvisoria) de Vincenzo Gamna
- 1964 : Extraconiugale, épisode La doccia, de Massimo Franciosa
- 1964 : Una storia di notte de Luigi Petrini
- 1966 : Moi, moi, moi et les autres (Io, io, io... e gli altri) d'Alessandro Blasetti
- 1966 : Mondo pazzo... gente matta! de Renato Polselli
- 1966 : Mi vedrai tornare d'Ettore Maria Fizzarotti
- 1966 : Les Dieux sauvages (La battaglia dei Mods) de Francesco Montemurro
- 1966 : Le Commissaire Maigret à Pigalle (Maigret a Pigalle) de Mario Landi
- 1966 : Trois Nuits de violence (Tre notti violente) de Nick Nostro
- 1968 : Serafino de Pietro Germi
- 1968 : Faustina de Luigi Magni
- 1969 : Les Conspirateurs (Nell'anno del signore) de Luigi Magni
- 1970 : L'Invasion d'Yves Allégret
- 1970 : L'Amour de gré ou de force (Per amore o per forza) de Massimo Franciosa
- 1972 : L'etrusco uccide ancora d'Armando Crispino
- 1972 : Anche se volessi lavorare, che faccio? de Flavio Mogherini
- 1973 : Considérons l'affaire comme terminée (No il caso è felicemente risolto) de Vittorio Salerno
- 1973 : Meo Patacca (it) de Marcello Ciorciolini
- 1973 : Cinq Jours à Milan (Le cinque giornate) de Dario Argento
- 1973 : Racconti proibiti... di niente vestiti de Brunello Rondi
- 1976 : Des vues sur la veuve (it) (Occhio alla vedova) de Sergio Pastore
- 1975 : Zorro de Duccio Tessari
- 1975 : Amore mio spogliati... che poi ti spiego! (it) de Fabio Pittorru (it) et Renzo Ragazzi (it)
- 1976 : C'è una spia nel mio letto de Luigi Petrini
- 1979 : Scusi lei è normale? d'Umberto Lenzi
- 1979 : Sette ragazze di classe de Pedro Lazaga
- 1984 : Uno scugnizzo a New York (it) de Mariano Laurenti

## Filmographie (télévision)
- 1965 : Rossella, série télé
- 1965 : David Copperfield (it), série télé d'Anton Giulio Majano
- 1965 : Piccole volpi, comédie de Vittorio Cottafavi
- 1968 : Il Circolo Pickwick (it), série télé d'Ugo Gregoretti
- 1969 : My Friend Tony, téléfilm sur NBC
- 1971 : Un'estate, un inverno, téléfilm
- 1973 : Il tram, dans la série La porta sul buio, de Dario Argento
- 1975 : Il gran simpatico, variétés
- 1978 : Uffa, domani è lunedì, variétés
- 1978 : Il furto della Gioconda (it), série télé de Renato Castellani
- 1982 : Verdi (it), série télé de Renato Castellani
- 1982 : Due di tutto (it), variétés d'Enzo Trapani
- 1983 : Le storie degli altri (it), série télé
- 1986 : L'uomo che parlava ai cavalli, téléfilm
- 1987 : L'isola del tesoro (it), mini-série télé d'Antonio Margheriti

### Crédit d'auteurs
- (it) Cet article est partiellement ou en totalité issu de l’article de Wikipédia en italien intitulé « Enzo Cerusico » (voir la liste des auteurs).